# Лыкошино (Бологовский район)
Лыко́шино — посёлок городского типа в Бологовском районе Тверской области России. Административный центр Валдайского сельского поселения.
Расположен на главном ходу Октябрьской железной дороги в месте его пересечения с автодорогой Боровичи — Валдай.

## География
Через посёлок протекает река Валдайка.

### Лыкошинский сифон
В районе посёлка под насыпью главного хода ОЖД река Валдайка образует сифон. Он является излюбленным местом купания у местных жителей. Течение в сифоне, как и во всей Валдайке, сильное. Перепад высоты в течении Валдайки от истока на озере Валдай до впадения в озеро Пирос составляет 50 метров.(201 м./у.м. — 151 м./у.м.)

## Топоним
Возникла как станция под названием Валдайская, на строящейся Николаевской железной дороге и открытая 1 (13) ноября 1851 года. Название станции происходит от дороги в г. Валдай и было утверждено приказом МПС № 227 от 21 декабря 1850 года.
В 1863 году получила официальное название в создаваемой сети железных дорог — Валдайка.

После постройки железной дороги от Бологое до Пскова через г. Валдай, где была построена станция Валдай, было решено, чтобы избежать путаницы, станцию Валдайка Николаевской жд переименовать в станцию Лыкошино с 1 мая 1899 года, по названию близлежащей деревни.

## История
Лыкошино возникло как станция.
Исторически входило в состав Валдайского уезда Новгородской губернии.

### Крушение поезда «Невский экспресс»
Недалеко от Лыкошино 27 ноября 2009 года произошло крушение поезда «Невский экспресс».

## Население
| 2010 |
| ---- |
| 601  |

Большинство жителей русские, встречаются также представители Кавказа и средней Азии. Постоянное население 500—600 человек. В летнее время возрастает за счёт дачников. Так же к местному населению можно прибавить заключённых колонии ЛИУ-3 с лимитом наполнения в 300 человек.

## Известные уроженцы, жители
- Чехонин, Сергей Васильевич (1878—1936) — русский, советский художник, график, ученик И. Е. Репина.

## Инфраструктура
Основным транспортным объектом является одноимённая платформа Лыкошино, откуда ходит 2 пары электричек в день до станции Окуловка и Бологое. Через посёлок проходит региональная дорога Новгородской области 49К14 соединяющая Валдай с Боровичами , а так же федеральный трассы А122 и М10, так же региональная дорога Тверской области Бологое - Лыкошино. 

На территории посёлка расположено исправительное учреждение ОН 55/3 ЛИУ.

## Церковь Иверской иконы

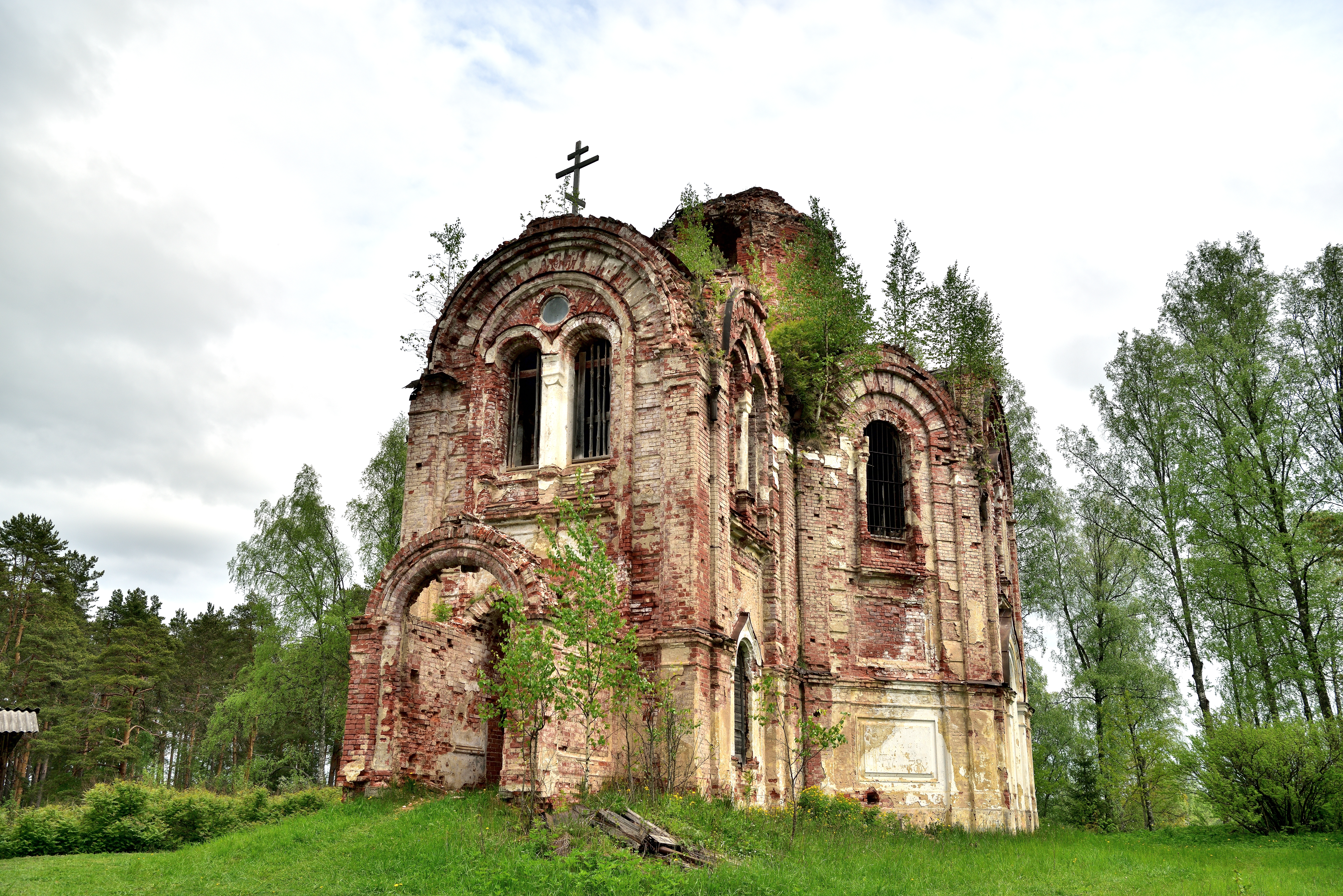
Церковь Иверской иконы Божией Матери в Лыкошино

Церковь построена по заказу владельца, Кронида Александровича Панаева (брата инженеров-путейцев Валериана и Ипполита Панаевых), из кирпича в русско-византийском стиле по оригинальному проекту Константина Тона в конце XIX века. К бесстолпному центрическому храму с востока примыкает развитая апсида, с запада — притвор с ризницей над ним и крытая небольшая паперть. Возвышавшаяся над притвором звонница не сохранилась. Ярусная композиция основного объёма состоит из двух разновеликих восьмериков и завершена невысокой восьмигранной кровлей. Венчающая глава утрачена. Вытянутая центральная апсида с востока имеет полукружие. Вместе с боковыми полуциркульными апсидами, расположенными на оси север-юг, она составляет своего рода триконх. Развитое декоративное убранство фасадов является отличительной чертой этого памятника. Стены восьмерика храма, грани барабана, прясла стен апсиды и притвора, порталы и оконные проемы имеют килевидные завершения. Повторенное в различных сочетаниях килевидное завершение окон усложнено рустованным обрамлением прясел стен, филёнками и другими элементами. Восточный фасад украшен огромным декоративным восьмиконечным крестом на всю высоту апсиды. Верхняя часть креста решена в виде оконного проема, чей темный проем снаружи и ярко светящийся внутри "витраж"составляют чрезвычайно интересный и редкий для православных храмов приём. Стены церкви выкрашены в белый цвет, каждую стену украшает фреска. В интерьере оригинально исполнено восьмидольное перекрытие храма с распалубками, врезанными в лотки, которые потребовались для усиления конструкций перекрытия, чтобы сделать высокую стрелу подъёма свода и прорезать его вершину широким световым отверстием. Сам световой восьмерик перекрыт деревянным восьмидольным подшивным потолком, имитирующим небо. Апсида перекрыта системой подпружных арок и коробовым сводом с распалубками. Боковые апсиды (жертвенник и дьяконник) имеют деревянное плоское перекрытие. Притвор имеет коробовый свод, прорезанный в юго-западном углу отверстием, через которое по деревянной винтовой лестнице можно было попасть в светлое просторное помещение, предназначавшееся, вероятно, для ризницы, а из него так же винтовая лестница вела выше на ярус звона. Сложное построение объёмов церкви с широким применением деревянных конструкций — характерный прием строительства в данном регионе.
- фото и место на wikimapia.org

## Транспорт

### Автобусы
- Боровичи — Валдай
- Боровичи — Лыкошино
- Боровичи — Великий Новгород через Валдай
- Бологое — Лыкошино.

### Электрички
- Окуловка — Бологое: 2 раза в сутки (ежедневно, кроме выходных).
- Бологое — Окуловка: 2 раза в сутки (ежедневно, кроме выходных).

| Отправление из Окуловки | Отправление из Лыкошино | Прибытие в Бологое | Отправление из Бологое | Отправление из Лыкошино | Прибытие в Окуловку |
| ----------------------- | ----------------------- | ------------------ | ---------------------- | ----------------------- | ------------------- |
| 07:14                   | 07:57                   | 09:23              | 06:56                  | 07:41                   | 08:25               |
| 21:16                   | 22:12                   | 22:46              | 19:06                  | 19:40                   | 20:23               |